# Wola Uhruska

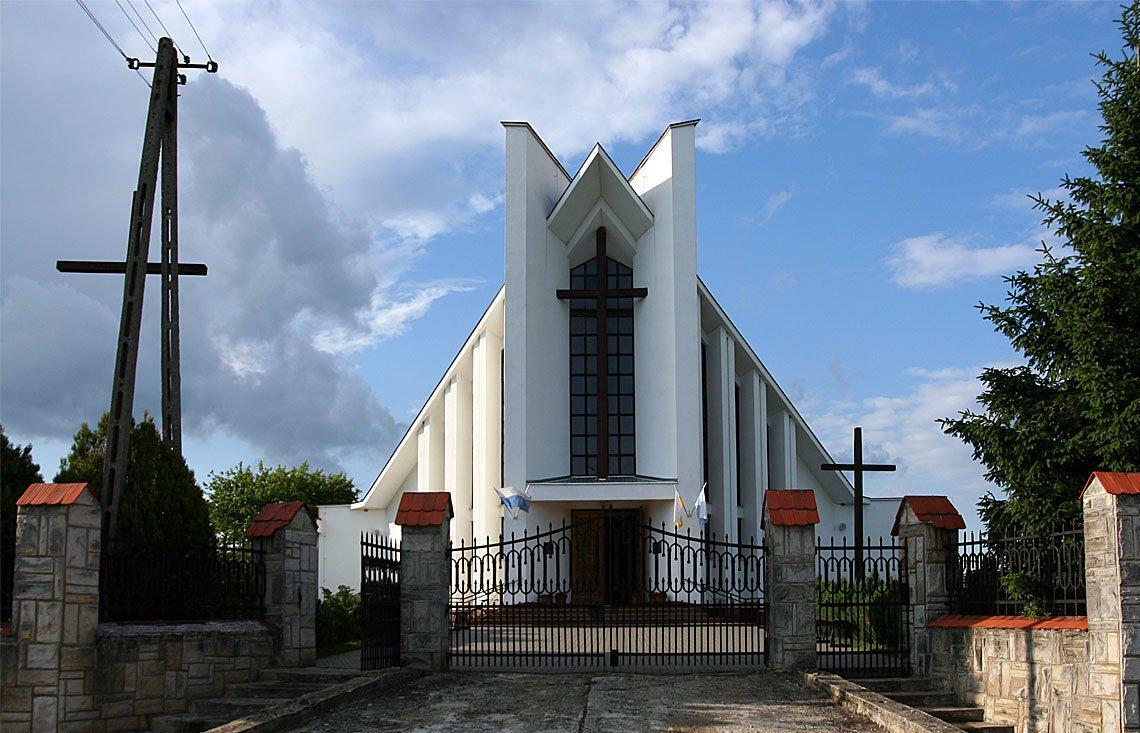
Wola Uhruska, kościół pw. Ducha Świętego

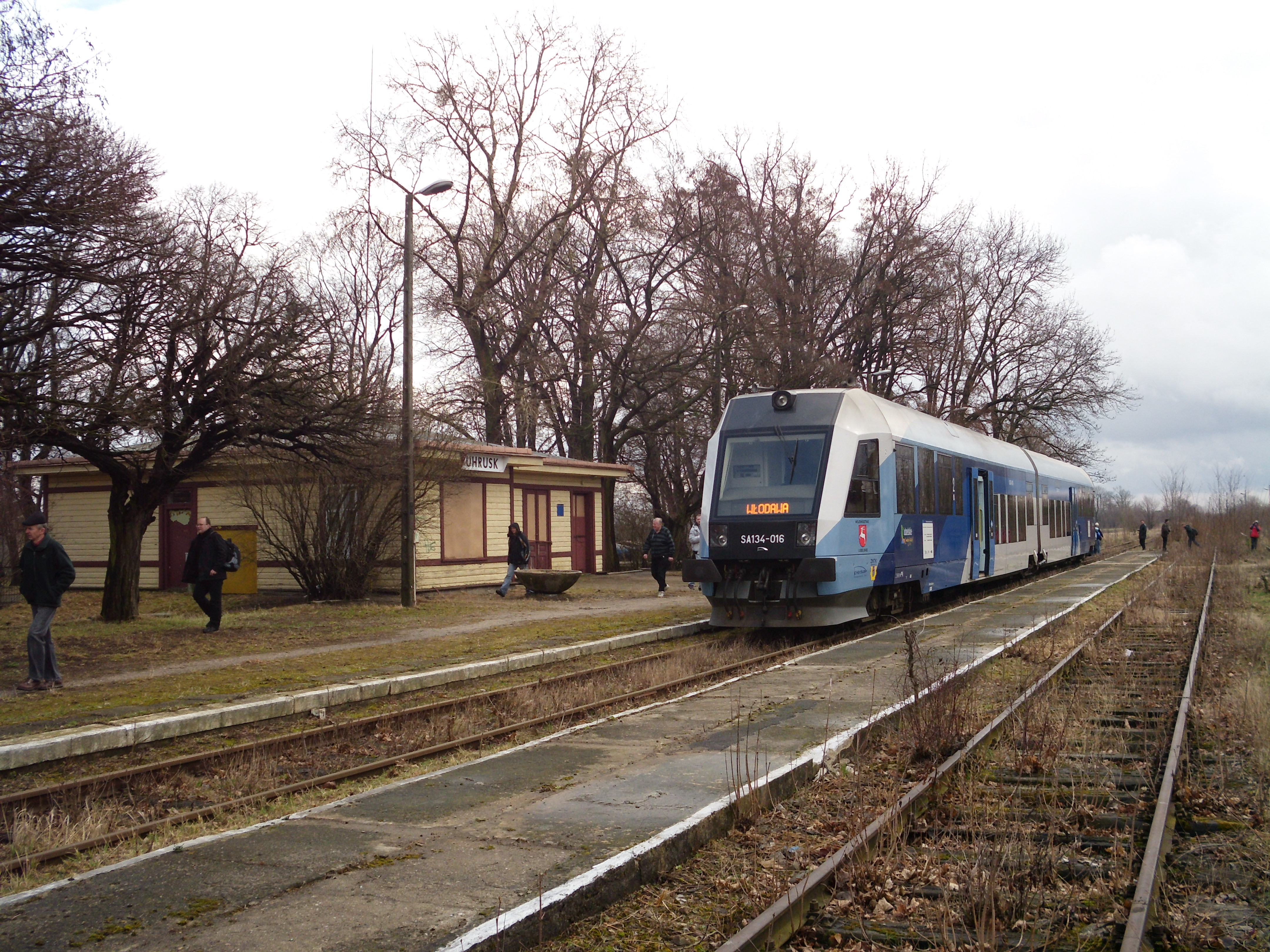
Stacja Uhrusk w Woli Uhruskiej

Wola Uhruska – wieś położona w województwie lubelskim, w powiecie włodawskim, w gminie Wola Uhruska. Leży przy drodze wojewódzkiej nr 816 Dorohusk – Włodawa i linii kolejowej Chełm – Włodawa (stacja Uhrusk), na wschodnim krańcu Łuku Uhruskiego. Jest rozlokowana na stoku tego wzniesienia należącego do makroregionu Polesie Wołyńskie. Miejscowość jest siedzibą gminy Wola Uhruska.
| SIMC    | Nazwa    | Rodzaj     |
| ------- | -------- | ---------- |
| 0993828 | Choina   | przysiółek |
| 0993834 | Zadwórki | część wsi  |

W latach 1947–1954 Wola Uhruska należała do gminy Sobibór, a w latach 1975–1998 do województwa chełmskiego. 
Wieś jest sołectwem w gminie Wola Uhruska. Według Narodowego Spisu Powszechnego z roku 2011 wieś liczyła 1723 mieszkańców. Następny spis z roku 2021 wykazał  zmniejszenie liczby mieszkańców o 130 osób.
Do miejscowości należą przysiółki Nadbużanka i Stara Wieś – miejsce pierwotnej lokalizacji wsi oraz Choina i Zadwórki.

## Historia
Miejscowość wzmiankowana po raz pierwszy w 1531 r. Początkowo wchodziła w skład dóbr uhruskich należących do rodu Uhrowieckich herbu Suchekomnaty i należała do parafii rzymskokatolickiej w Uhrusku. W 1799 r. właścicielami wsi byli: Feliks Ledóchowski, Julian Dzierżaniowski, Aleksander Iżycki, Józef Skomorowski i Karol Szaniawski. W 1827 r. miejscowość liczyła 29 domów i stu mieszkańców, do których należało 598 mórg ziemi. Według Słownika geograficznego Królestwa Polskiego wieś liczyła 26 domów i 243 mieszkańców. W 1887 r. do wsi doprowadzono linię kolejową Chełm–Brześć. W tym samym roku wybudowano też dworzec kolejowy. W 1900 r. miejscowość odwiedził car Mikołaj II, który w drodze powrotnej z Chełma do Petersburga wziął udział w odsłonięciu pomnika cara Aleksandra II. W 1920 r. z płyty piaskowca carskiego monumentu zbudowano nagrobek na mogile żołnierzy polskich poległych w wojnie z bolszewikami. W latach 1915, 1927 i 1935 wieś spustoszyły silne pożary. Po ostatnim z nich w części – Stara Wieś pozostało tylko kilku gospodarzy. Inni przenieśli się w pobliże stacji kolejowej, dając początek Nowej Wsi.
Dane ekspedycji etnograficznej pod kierownictwem Pawła Czubinskiego z lat 1869–1870 wykazały, że większość mieszkańców wsi stanowili grekokatolicy używający języka ukraińskiego.
Według spisu z 30 września 1921 r. miejscowość należała do gminy Sobibór. Posiadała 52 domy i 395 mieszkańców, w tym 184 mężczyzn oraz 211 kobiet, w tym 144 rzymskich katolików, 185 prawosławnych, 8 ewangelików i 58 wyznania mojżeszowego. 394 osoby deklarowały narodowość polską, a 1 inną.
W 1921 r. powołano do życia Spółkę Huta Szkła Nadbużanka. W roku 1928 hutnicy z własnych składek pobudowali kapliczkę – było to miejsce kultu religijnego, tutaj odprowadzano zmarłych, tutaj odbywały się majówki, obchodzono rocznice wydarzeń państwowych. W 1948 r. hutę upaństwowiono. W latach 1954–62 przeprowadzono jej gruntowną modernizację. Na początku lat 90. XX wieku huta została zamknięta.
21 lipca 1944 r. pod Wolą Uhruską radzieckie jednostki 8 Armii Gwardii 1 Frontu Białoruskiego tocząc zacięte walki z Niemcami sforsowały tu Bug, zdobywając przyczółek obejmujący wsie Bytyń, Wola Uhruska, Uhrusk i Siedliszcze. Po drugiej wojnie światowej część mieszkańców pochodzenia ukraińskiego została wysiedlona do ZSRR. W 1946 r. w Woli Uhruskiej mieszkało 608 katolików oraz 103 wyznawców prawosławia. Według wykazu liczbowego ludności narodowości ukraińskiej zamieszkującej w 1947 r. powiat włodawski w Woli Uhruskiej było 7 rodzin i 20 osób tej narodowości.
W 1947 r. zorganizowany został ośrodek zdrowia, w którym zatrudniono lekarza i pielęgniarkę.
Według danych statystycznych z 1966 r. w gromadzie Wola Uhruska mieszkało 5337 osób, w tym w Woli Uhruskiej – 961 osób: 477 mężczyzn i 484 kobiety, a w Nadbużance – 321 osób, w tym 151 mężczyzn i 170 kobiet.
W latach 1982–1984 wybudowany został kościół rzymskokatolicki pw. Ducha Świętego. W 1986 erygowana została parafia.
W 2010 r. (według stanu z 12 marca) we wsi mieszkało 1756 osób.

## Wspólnoty wyznaniowe
- Kościół rzymskokatolicki:
  - parafia Ducha Świętego należąca do dekanatu Hańsk w diecezji siedleckiej[13].
- Chrześcijańska Wspólnota Ewangeliczna:
  - zbór w Woli Uhruskiej[14]
- Świadkowie Jehowy:
  - zbór Wola Uhurska (Sala Królestwa ul. Leśna 36)[15].

## Atrakcje turystyczne

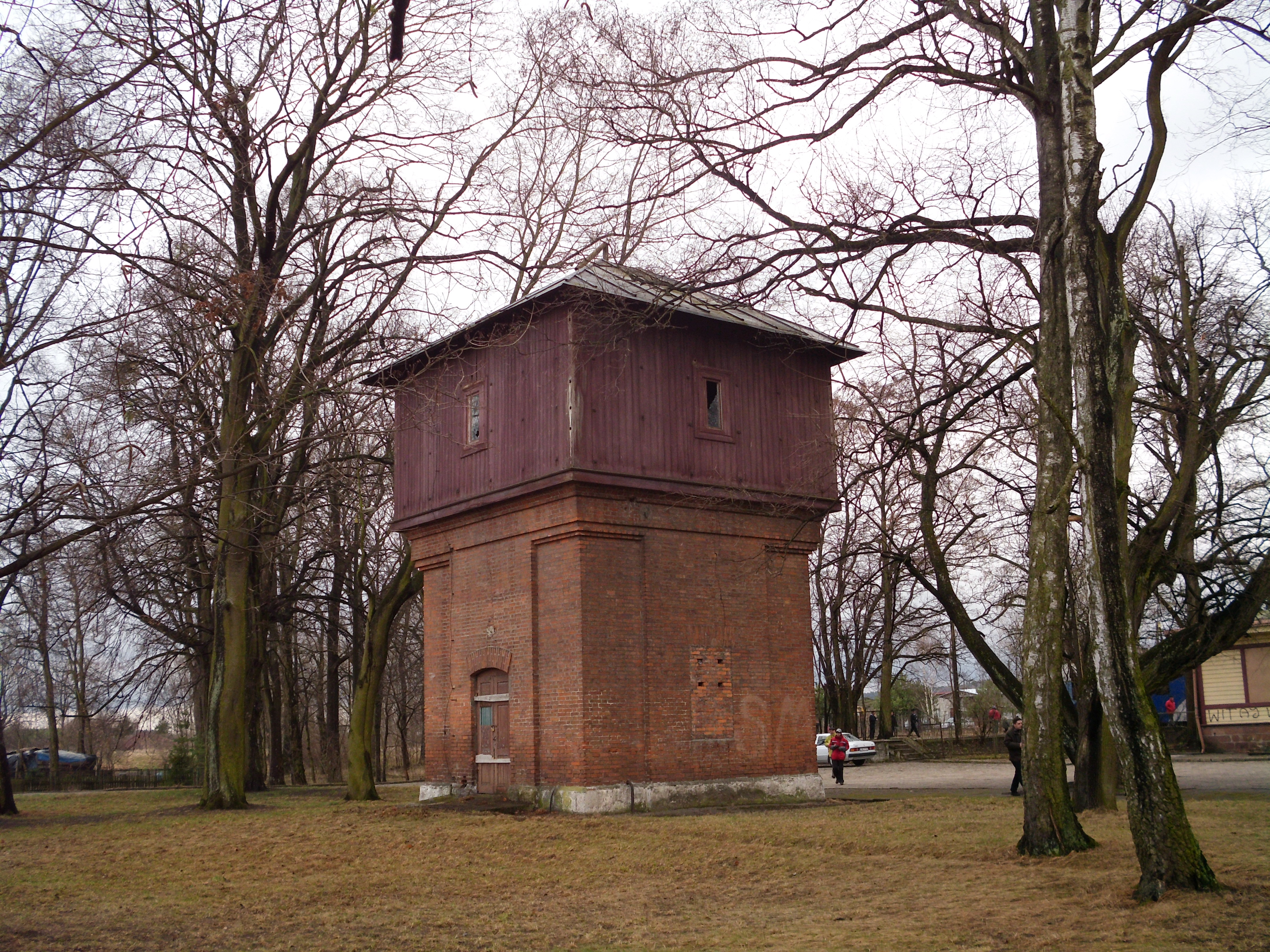
Wola Uhruska, zabytkowa wieża ciśnień

W miejscowości znajduje się m.in. stara wieża ciśnień i stary dom pożydowski z okresu dwudziestolecia międzywojennego. Około 500 metrów na wschód od miejscowości znajduje się rzeka Bug. Na jej starorzeczu została utworzona plaża z pomostem i altanką, w pobliżu której znajduje się posąg Świętowita. Można tam również wypożyczyć sprzęt rekreacyjny np. kajaki, czy rowery wodne. W okresie letnim są tam ratownicy WOPR.
W Woli Uhruskiej znajduje się Gminny Ośrodek Sportu i Rekreacji, gdzie można wypożyczać rowery, organizować ogniska, czy skorzystać z internetu. Latem organizowane tam są festyny m.in. „Nadbużańskie Klimaty” i „Kresy ’92”, na których są przedstawiane prace malarskie, czy też rzeźbiarskie, artystów nie tylko z Polski, ale także z Białorusi i Ukrainy. W 2008 roku w ramach programu „Moje boisko – Orlik 2012” powstał kompleks boisk. Jedno do piłki nożnej, a drugie wielofunkcyjne – do gry w koszykówkę, siatkówkę i tenisa.